# 希臘軍政府

軍政府（希臘語：χούντα），又称上校政权（Το καθεστώς των Συνταγματαρχών）是1967年—1974年統治希腊的右翼軍事独裁政權。其统治始於1967年4月21日清晨希臘軍方發動政變，終於1974年7月24日，历时7年。

## 背景
第二次世界大戰後不久，希臘即爆發了希腊共产党與政府之間的內戰。後來在美國和英國支援下，政府軍於1949年獲勝。希臘共產黨隨即被宣布為非法組織，許多黨員遭到迫害或流亡出國。從此，希臘軍方與美國中情局之間的關係變得相當密切。這個現象尤其在1952年希臘加入北大西洋公約組織後，更為明顯。再加上希臘在圍堵政策中佔有重要的戰略地位，以及共产党隨時再度叛亂的風險仍高。因此，就在這種「恐共」的氣氛當中，極右勢力逐漸抬頭。
保守派在經過數年的執政之後，1965年，由中间派議員喬治‧帕潘德里歐出任希臘總理，他的當選被視為改變的契機。然而，當時年紀尚輕的國王康斯坦丁二世，為了要獲得更多的政治權利，而與改革派發生了衝突，還將帕潘德里歐打發走，釀成了一場憲政危機。事後，國王指派揚·帕纳吉尔蒂斯為臨時總理，做為這段期間的過渡政府。並宣佈將於1967年5月28日舉行议会改選。由於跡象顯示帕潘德里欧所屬的中間聯盟將一舉成為议会第一大黨，並且跟立場偏左的聯合民主黨組成聯合政府。此舉造成保守派人士的憂慮，深怕共產黨會死灰復燃；而這也成為軍方發動政變的理由。

## 经过
1967年4月21日，就在選舉即將舉行的前幾個禮拜，陸軍准將斯蒂利亚诺斯·佩塔克斯和兩名上校喬治·帕帕多普洛斯以及尼可拉斯·馬卡瑞佐斯等人共同發動了兵變，以迅雷不及掩耳的速度奪取了政權。其中佩塔克斯是總部設在雅典之裝甲訓練中心的指揮官，使得整個軍團得以立刻控制整個雅典市區。同一時間，他們還派人去搜捕各主要政治領袖，以及被認為是同情共產黨的一般平民。到了上午，總理帕纳约蒂斯·卡内罗波罗斯遭到軟禁，全國落入希臘軍方手中。
這時，美國駐希臘的大使並不贊同這種作法，批評這是在「強姦民主」。然而中情局駐雅典分處的處長杰克·毛利則以「你要怎麼強姦一個妓女」來反駁。
同年12月，國王試圖反制政變失敗，被迫流亡至羅馬，從此以後政權遂完全落入軍方手中。
國王出亡以後，軍方乃成立攝政團以取代原先之民選政府，由喬治·帕帕多普洛斯接任首相。
1973年11月，發生雅典理工學院起義事件。起義被軍政府鎮壓，造成40多名平民死亡及多人受傷。